# SPCA 90
Dimensions
Le SPCA 90 (ou SPCA Type IX) était un avion de « police coloniale » trimoteur, monoplan à aile haute, conçu par l'ingénieur Redon et construit en France par la Société provençale de constructions aéronautiques (SPCA) durant l’entre-deux-guerres. Il effectua son premier vol le 8 décembre 1932 à Istres. 